# Leonardo Pinizzotto
Leonardo Pinizzotto (* 14. August 1986 in Pisa) ist ein ehemaliger italienischer Straßenradrennfahrer.

## Sportliche Laufbahn
Leonardo Pinizzotto, dessen Vater Angelo auch schon als Radrennfahrer aktiv war, fuhr 2007 als Stagiaire bei dem italienischen ProTeam Lampre-Fondital, bekam dort jedoch keinen Profivertrag. Im Jahr gewann er den Gran Premio Pretola. In der Saison 2009 fuhr er für die Amateurmannschaft Hopplà Seano Bellissima, wo er bei Pistoia-Fiorano und bei einer Etappe der Coppa del Mobilio erfolgreich war. Ab 2010 fuhr Pinizzotto für das italienische Continental Team Miche-Guerciotti. In seinem zweiten Jahr dort gewann er eine Etappe bei der Tour du Maroc. 2013 gewann er jeweils eine Etappe beim Rennen Boucle de l’Artois und der Tour de Hokkaidō. 
2014 wechselte Pinizzotto zum Team  Amore & Vita-Selle SMP, dessen Leiter mit seinem Vater befreundet ist. Im Juni entschied er eine Etappe der kanadischen Tour de Beauce  für sich. Rund zwei Wochen später beendete er seine Radsportlaufbahn; die Gründe für seinen plötzlichen Rücktritt sind nicht bekannt. Heute (Stand 2018) betreibt er gemeinsam mit seinem Vater einen Fahrradverleih auf Gran Canaria.

## Erfolge
2011
- eine Etappe Tour du Maroc

2013
- eine Etappe Boucle de l’Artois
- eine Etappe Tour de Hokkaidō

2014
- eine Etappe Tour de Beauce

## Teams
- 2007 Lampre-Fondital (Stagiaire)
- 2010 Miche
- 2011 Miche-Guerciotti
- 2013 Team Nippo-De Rosa
- 2014 Amore & Vita-Selle SMP (bis 1. Juli)